# 308년

## 연호
- 서진(西晉) 영가(永嘉) 2년
- 성한(成漢) 안평(晏平) 3년
- 전조(前趙) 원희(元熙) 5년 / 영봉(永鳳) 원년

## 기년
- 서진(西晉) 회제(懷帝) 2년
- 신라(新羅) 기림 이사금(基臨泥師今) 11년
- 고구려(高句麗) 미천왕(美川王) 9년
- 백제(百濟) 비류왕(比流王) 5년